# Francisco de Barros Barreto
Francisco de Barros Barreto (Cabo de Santo Agostinho, 9 de setembro de 1866 — Rio de Janeiro, 16 de julho de 1946) foi militar e magistrado brasileiro. Era vice-almirante da Marinha e ministro do Superior Tribunal Militar do Brasil.

## Biografia
Nasceu no Engenho Buranhém, na freguesia de Santo Antônio do Cabo, na então província de Pernambuco, o segundo filho de Maria Ana Cavalcante do Rego Lacerda e do bacharel em direito Inácio de Barros Barreto. Pelo lado materno, era neto do Barão de Ipojuca. Entre seus irmãos, Inácio de Barros Barreto foi eleito deputado federal por Pernambuco em 1930; chegou a ser empossado, mas foi deposto pelo golpe que levou Getúlio Vargas ao poder. Eram seus sobrinhos, entre outros, os médicos e sanitaristas João de Barros Barreto Júnior e Antônio Luís de Barros Barreto, o engenheiro e agrônomo Francisco Xavier de Barros Barreto e a Sra. Maria das Dores Barreto Brandão Cavalcanti, primeira esposa de Themístocles Brandão Cavalcanti.
Aos quinze anos, Francisco ingressou na Escola Naval, de onde saiu guarda-marinha em 1884. Foi promovido a segundo-tenente em novembro de 1887, a primeiro-tenente em 4 de novembro de 1889, a capitão-tenente em maio de 1892 e a capitão-de-corveta em abril de 1894. Atingiu a patente de capitão-de-fragata em maio de 1911, tornando-se capitão-de-mar-e-guerra em novembro de 1913.
Promovido a contra-almirante em 20 de dezembro de 1917, exerceu o cargo de inspetor de fazenda e fiscalização da Armada. Fez parte da junta de Justiça Militar junto à Divisão Naval em Operações de Guerra. Foi inspetor do Arsenal de Marinha do Rio de Janeiro. Desempenhou o cargo de diretor geral dos Portos e Costas, tendo organizado, em 1923, o Regulamento das Capitanias dos Portos, da Pesca e Saneamento do Litoral.
Por decreto de 26 de agosto de 1925, foi nomeado ministro do Superior (então Supremo) Tribunal Militar, ocupando a vaga deixada pelo almirante Kiappe Rubim. Em setembro de 1926, foi confirmado no posto de vice-almirante, assumindo a vaga do aposentado Eduardo Augusto Veríssimo de Matos. O próprio Barreto permaneceu nestes cargos até ser aposentado compulsoriamente, em 24 de fevereiro de 1938.
Barros Barreto faleceu em 16 de julho de 1946, vítima de colapso cardíaco. Seu corpo foi sepultado no Cemitério São João Batista, no bairro de Botafogo, na cidade do Rio de Janeiro.
Foi casado três vezes. A primeira vez, em Recife, com Maria Isabel Maranhão de Barros Barreto, filha de Francelina Isabel e do tenente-coronel Manuel Tomás de Albuquerque Maranhão, falecida aos 26 anos, em 23 de janeiro de 1897, alguns dias depois de dar a luz a uma filha:
- Maria Francelina (Maranhão) de Barros Barreto Falcão (Recife, 6 de janeiro de 1897 — Rio de Janeiro, 1979), pintora, desenhista e ceramista, casada com o cirurgião-dentista Manuel de Azevedo Falcão.[8][9][6]

Contraiu segundas núpcias, em 2 de julho de 1918, no Rio de Janeiro, com Maria Zita de Albuquerque Fernandes Pinheiro, filha de Francisca da Cunha Albuquerque e do desembargador Ventura de Albuquerque, viúva do capitão-tenente Luís Cirilo Fernandes Pinheiro. Zita, no entanto, faleceu no ano seguinte, em 22 de outubro de 1919, aos 36 anos. Seu terceiro e último enlace foi em 26 de março de 1927, com Eva Corina Rind, de naturalidade russa, onze anos mais jovem, a qual deixou viúva.